# Eshkaft-e Bābā Mīr
Eshkaft-e Bābā Mīr (persiska: اشکفت بابا میر) är en ort i Iran.   Den ligger i provinsen Khuzestan, i den centrala delen av landet, 500 km söder om huvudstaden Teheran. Eshkaft-e Bābā Mīr ligger 980 meter över havet och antalet invånare är 356.
Terrängen runt Eshkaft-e Bābā Mīr är lite kuperad.Runt Eshkaft-e Bābā Mīr är det ganska tätbefolkat, med 60 invånare per kvadratkilometer. Närmaste större samhälle är Qal‘eh Tall, 17,5 km sydost om Eshkaft-e Bābā Mīr. Omgivningarna runt Eshkaft-e Bābā Mīr är i huvudsak ett öppet busklandskap.